# NGC 1313
NGC 1313 (другие обозначения — ESO 82-11, VV 436, AM 0317-664, IRAS03176-6640, PGC 12286) — спиральная галактика с перемычкой в созвездии Сетка. Этот объект входит в число перечисленных в оригинальной редакции «Нового общего каталога».
В галактике идёт очень интенсивное звёздообразование (примерно в 1000 раз более интенсивное, чем в нашей галактике). Учёные связывают это с недавним столкновением NGC 1313 с другой галактикой. Однако сейчас нет возможности доказать это.
В 1995 году Стюарт Ридер обнаружил в NGC 1313 огромный диск, состоящий из межзвёздных облаков нейтрального водорода, который имеет размеры 24 кпк на 13 кпк. Недавние исследования показали, что плотность потока излучения равняется 463±33 Jy км/с.
В галактике обнаружены два ультраярких рентгеновских источника NGC 1313 X1 и NGC 1313 X2. Оба источника имеют низкотемпературные дисковые компоненты, что интерпретируется как возможное указание на присутствие чёрных дыр промежуточной массы.
В галактике вспыхнула сверхновая SN 1962M, её пиковая видимая звёздная величина составила 11,7. В галактике вспыхнула сверхновая SN 1978K её пиковая видимая звёздная величина составила 16,0